# Nave estelar

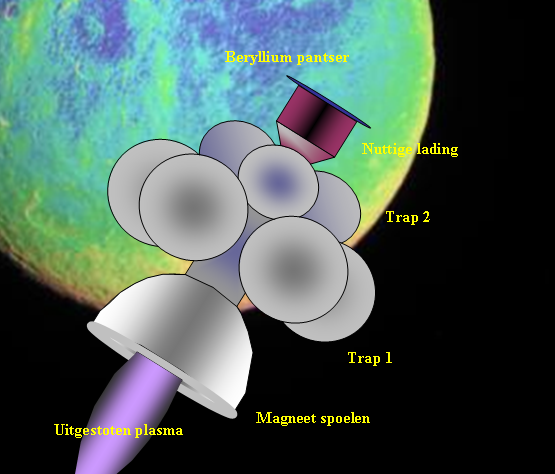
Concepção artística do Projeto Daedalus (1978) da Sociedade Interplanetária Britânica, uma sonda interestelar movida a fusão.

Uma nave estelar, ou espaçonave inter estelar é uma espaçonave teórica projetada para viagens interestelares, diferente de um veículo projetado para voos orbitais.
O termo é bastante utilizado em ficção científica, pois o homem ainda não construiu esse tipo de veículo. Enquanto as sondas Voyager e Pioneer viajaram teoricamente para além dos limites conhecidos do sistema solar, elas não são consideradas naves estelares, porque elas não viajaram para outras estrelas, e também não são naves, são sondas, sem espaço interno habitável. 
Por outro lado, a engenharia exploratória, tem trabalhado em vários desenhos preliminares e estudos de viabilidade tem sido feitos para naves estelares que possam ser construídas com tecnologia moderna ou tecnologia que pode ficar disponível num futuro próximo. 
Estudado em outubro de 1973 num exemplar da Analog, a Nave estelar Enzmann, usava uma bola de deutério congelado de 12.000 toneladas para abastecer unidades de propulsão termonucleares. Duas vezes mais comprida que o Empire State Building e montada em órbita, a espaçonave proposta seria parte de um projeto maior precedido por sondas interestelares e observações telescópicas dos sistemas estelares desejados.